# Hušica
Hušica je naselje v Občini Tržič.